# رابرت کیوساک
رابرت کیوساک (انگلیسی: Robert Cusack؛ زادهٔ ۱۰ دسامبر ۱۹۵۰)  شناگر اهل استرالیا بود.
وی در مسابقات کشوری و بین‌المللی در مجموع برندهٔ ۱ مدال برنز شده‌است.